# Aparatul dento-maxilar
Aparatul dento-maxilar reprezintă un ansamblu de țesuturi și organe, diferite din punct de vedere anatomic, dar care sunt armonizate morfologic în scopul îndeplinirii funcțiilor de masticație, deglutiție, fonație și fizionomie. Elementele constitutive ale aparatului dento-maxilar (A.D.M.) sunt: oasele maxilare; articulațiile temporo-mandibulare (A.T.M), stângă și dreaptă; musculatura aparatului dento-maxilar, din care fac parte mușchii mobilizatori ai mandibulei, mușchii oro-faciali (mușchii mimicii) și musculatura limbii; dinții; glandele salivare, care se clasifică în glande majore și glande salivare minore; mucoasa cavității bucale, mucoasa bucală. Sinonime sunt: sistem stomatognat, sistem stomatognatic, sistem oro-facial, sistem masticator.

### Oasele maxilare
Oasele maxilare sunt reprezentate de maxilar, amplasat superior, și de mandibula, situată inferior.

#### Maxilarul
Maxilarul (maxilla) este un os fix, situat în centrul masivului facial, participând la formarea a două etaje ale feței: etajul mijlociu și etajul inferior. În fapt, maxilarul este format dintr-o pereche de oase care se dezvoltă independent din mezoderm în cursul ontogenezei, dar care se sudează pe linia mediană între ele , precum și cu osul incisiv ( numit și osul intermaxilar), formând osul maxilar propriu-zis. Din punct de vedere anatomic, fiecare jumătate a osului maxilar este formată dintr-un corp ( care face trecerea spre masivul facial) și patru apofize: apofiza frontală, apofiza zigomatică, apofiza alveolară și apofiza palatinală. Fiecare dintre aceste apofize are articulație fixă cu osul său omonim, excepție facând apofiza alveolară care nu este sudată la vreun alt os și în care sunt implantați dinții.

#### Mandibula
Mandibula sau maxilarul inferior este un os nepereche, amplasat pe linia mediană și este singurul os mobil al viscerocraniului. I se descriu un corp ( corpul mandibulei), amplasat orizontal si câte un ram vertical sau ascendent ( ram mandibular), stâng și drept. În regiunea superioară a fiecarei ramuri, mandibula prezintă două prelungiri osoase : cea plasată anterior este reprezentată de apofiza coronoidă, iar posterior este condilul mandibular...

### Articulația temporo-mandibulară
Articulația temporo-mandibulară leagă mandibula la neurocraniu.
Din punct de vedere anatomic, componentele fiecărei ATM sunt: osul temporal, condilul mandibular, meniscul articular (plasat între cele două componente osoase) și capsula articulară.

### Musculatura aparatului dento-maxilar

#### Musculatura masticatorie
Mușchii masticatori sunt responsabili de închiderea și deschiderea gurii, de mișcările de protruzie/ retruzie ale mandibulei, precum și de mișcările de lateralitate ale acesteia, permițând în acest fel desfășurarea funcțiilor de masticație, deglutiție și fonație. Toți acești mușchi primesc inervație de la nervul maxilar inferior, ramură a trigemenului.

##### Mușchiul maseter
- origine : marginea inferioară a arcadei zigomatice
- inserții : pe mandibulă în jumătatea inferioară și laterală a ramurii verticale și pe unghiul mandibular.
- acțiune: ridicarea mandibulei
- inervație : nervul trigemen, ramura inferioară (nervul maxilar inferior)
- caracteristici : mușchi pereche, puternic, de formă rectangulară, situat anterior de glanda parotidă; este mușchiul masticator plasat cel mai superficial.

##### Mușchiul temporal
- origine : fosa temporală ( linia curbă temporală inferioară)
- inserții : apofiza coronoidă și marginea anterioară a ramurii ascendente mandibulare (ramura verticală)
- acțiune: ridicarea mandibulei( prin contracția întregului mușchi) și retruzie (prin contracția fasciculului posterior)
- inervație : nervul trigemen, ramura inferioară (nervul maxilar inferior)
- caracteristici : mușchi pereche, aplatizat și lărgit în evantai, format din fibre cu dispoziție verticală (fibre anterioare), oblice și orizontale (fibre posterioare).

##### Mușchiul pterigoidian extern (lateral)
```
Acesta prezintă două fascicule(superior și inferior)
```

- origine : fața externă a aripii mari a sfenoidului( fasciculul superior) și suprafața externă a lamei laterale (externă) a osului sfenoid (fasciculul inferior)
- inserții : foseta antero-internă a condilului mandibular.
- acțiune: inițiază deschiderea gurii (coborârea mandibulei), protruzie și respectiv lateralitate (în contracție unilaterală de partea mișcării)
- inervație : nervul trigemen
- caracteristici : mușchi pereche, scurt, de formă triunghiulară, aplatizat și plasat aproape orizontal; este format din fasciculul superior și cel inferior.

##### Mușchiul pterigoidian intern (medial)
- origine : fosa pterigoidiană și suprafața medială (internă) a lamei pterigoidiene laterale a osului sfenoid.
- inserții : fața internă și inferioară a ramurii ascendente mandibulare.
- acțiune: ridicarea mandibulei
- inervație :nervul trigemen
- caracteristici : mușchi pereche, de formă rectangulară.

#### Musculatura limbii
Participă la toate funcțiile.este un organ muscular,are 8 perechi de mușchi și o nepereche.după acțiune ,modifică forma și o mobilizează.modifică forma,reduce dimensiunea sagitală a limbii.dimensiunea transversală dă limbii o formă de jgheab.
mobilizatori:înapoi și în sus,spre valul palatin,mișcare spre în jos sau sus(genioglos)
acțiunea: poate fi simetrică în fonație,incizie,deglutiție,sau asimetrică în masticație.
mușchii sunt într-un echilibru cu mușchii orofaciali la nivelul de întâlnire a influențelor orofacialilor cu cei ai limbii.
zona neutrală e plasată și se găsește în arcada dentară,
limba nu suportă micșorări ale spațiului vital.

### Dinții
La omul adult, ei sunt în mod normal în număr de 32, câte 16 pe fiecare arcadă (superior, pe maxilar și inferior, pe mandibulă).
Dinți pe arcade:2 incisivi centrali,2 incisivi laterali, 2 canini, 4 premolari și 6 molari.